# An Sang-mi
An Sang-mi (kor. 안상미; * 12. November 1979) ist eine ehemalige südkoreanische Shorttrackerin.

## Karriere
An gewann bei den Shorttrack-Juniorenweltmeisterschaften 1997 in Marquette den Mehrkampf. Bei den Olympischen Winterspielen 1998 in Nagano gewann sie mit der Staffel Gold zusammen mit Chun Lee-kyung, Won Hye-kyung und Kim Yoon-mi in Weltrekordzeit. In Einzeldisziplinen konnte sie bei der Winter-Universiade 2001 in Zakopane Gold über 1000 m und Bronze über 3000 m gewinnen.
An wurde mit dem Team und in der Einzeldisziplin über 3000 m Weltmeisterin. Mit dem Team wurde sie erstmals 1995 bei den Teamweltmeisterschaften in Zoetermeer Weltmeisterin, was sie 1996 und 1997 wiederholen konnte. Weltmeisterin in einer Einzeldisziplin wurde sie 2000 in Sheffield über 3000 m.
Sie startete in den Saisons 1998/99 und 1999/2000 im Shorttrack-Weltcup und konnte vier Podiumsplatzierungen bei den Einzel- und Staffeldisziplinen erringen und wurde bei den Wettbewerben der Saison 1999/2000 in Göteborg im Mehrkampf Zweite.

## Wirken als Kommentator
2007/08 Koreanische Shorttrack-Nationalmannschaftsprüfungen, arbeitete sie als Kommentatorin für den südkoreanischen Sender MBC.
Bei den Olympischen Winterspielen 2014, 2018, 2022 arbeitete sie als Kommentator für den südkoreanischen Sender SBS und MBC.

## Ehrungen
- Medaille „Blue Dragon“ der Republik Korea.[2]
- Medaille „Fierce Tiger“ der Republik Korea.